# La Main qui tue
Pour plus de détails, voir Fiche technique et Distribution.
La Main qui tue ou La Main meurtrière au Québec (Idle Hands) est un film d'horreur-comédie américain réalisé par Rodman Flender et sorti en 1999.

## Synopsis
Au matin d'Halloween, Anton se réveille et découvre, après s'être écroulé avec entrain devant la télévision et avoir dévalisé le réfrigérateur, que ses parents ont été sauvagement assassinés. Flanqué de ses deux potes, Mick et Pnub, il va devoir se rendre à l'évidence : il pourrait bien être l'auteur de la vague de crimes atroces qui frappe les environs...

## Fiche technique
- Tire original : Idle Hands
- Titre français : La Main qui tue
- Titre québécois : La Main meurtrière
- Réalisation : Rodman Flender
- Scénario : Terri Hughes et Ron Milbauer
- Musique : Graeme Revell
- Décors : Gregory Melton
- Photographie : Christopher Baffa
- Montage : Stephen E. Rivkin
- Production : Suzanne Todd (en)
- Société de distribution : Columbia TriStar Films
- Format : 1,37:1 - Dolby Digital / DTS / SDDS
- Langue : anglais
- Durée : 90 minutes
- Dates de sortie :
  - États-Unis : 30 avril 1999
  - France : 28 juillet 1999
- Classification :
  - États-Unis : R - Restricted[1]

## Distribution
- Devon Sawa (VF : Emmanuel Garijo) : Anton Tobias
- Seth Green (VF : Franck Capillery) : Mick
- Elden Henson (VF : Mark Lesser) : Pnub
- Jessica Alba (VF : Sylvie Jacob) : Molly
- Vivica A. Fox : Debi LeCure
- Christopher Hart : la main
- Jack Noseworthy : Randy
- Katie Wright (VF : Valérie Siclay) : Tanya
- Sean Whalen (VF : William Coryn) : l'officier McMacy
- Fred Willard : M. Tobias, le père d'Anton
- Connie Ray : Mme Tobias, la mère d'Anton.
- Steve Van Wormer (en) (VF : Vincent Ropion) : Curtis
- Kelly Monaco (VF : Léa Gabriele) : Tiffany
- Timothy Stack : le principal Tidwell
- Nick Sadler (en) (VF : Christian Visine) : l'officier Ruck
- Tom DeLonge : l'employé de Burger Jungle
- Joey Slotnick : le manager de Burger Jungle
- Kyle Gass : un homme du Burger Jungle
- Mindy Sterling : Lady Bowler
- The Offspring : le groupe interdit aux moins de 12 ans
- Dexter Holland : lui-même

 Source et légende : version française (VF) sur RS Doublage

## Bande originale
- Rob Zombie : Dragula (Hot Rod Herman Remix)
- Mötley Crüe : Shout At The Devil
- The Offspring : Beheaded
- The Offspring : I Wanna Be Sedated
- Rancid : Bloodclot
- Unwritten Law : Cailin
- Davíd Garza : Core (In Time)
- David Garza : Glow In The Dark
- Blink-182 : Enthused
- Vanessa Daou : How Do Youl Feel
- 2wo : I Am A Pig
- Graeme Revell : Idle Hands Theme
- Zebrahead : Mindtrip
- Zebrahead : Mindtrip [Idle Hands Mix]
- The Vandals : My Girlfriend's Dead
- Ace Frehley : New York Groove
- 2 Live Crew : Pop That Coochie
- Static-X : Push It
- Lionrock : Rude Boy Rock
- Sublime : Santeria
- The Living End : Second Solution

## Postérité
En novembre 2024, Finn Wolfhard et Billy Bryk (en) annoncent travailler sur le scénario d'un remake de La Main qui tue, après leur première collaboration commune sur le film Hell to Summer (en). Jason Reitman devrait produire le projet.